# Magnus Haraldsson
Pour les articles homonymes, voir Haraldsson.
Magnus Haraldsson   co-roi de Norvège de 1142 à 1145

## Biographie
Magnus Haraldson est le quatrième fils illégitime de Harald IV de Norvège († 1136). Il arrive en Norvège vers 1140 et il est élevé par un chef régional  Kyrpinga-Orm à Støle dans le Sunnhordland. Proclamé roi de Norvège par un parti de nobles en 1142 comme son demi-frère Eystein Haraldsson il meurt de maladie dès 1145.

## Source
- (en) Sagas of the Norse Kings,  Everyman's Library: Livre XV  « The sons of Harald » p. 341-372.